# لیکولا، ویکتوریا
لیکولا (به انگلیسی: Licola) یک شهرک در استرالیا است که در ویکتوریا (استرالیا) واقع شده‌است.